# Hoplia luzonica
Hoplia luzonica är en skalbaggsart som beskrevs av Moser 1924. Hoplia luzonica ingår i släktet Hoplia och familjen Melolonthidae. Inga underarter finns listade i Catalogue of Life.